# Étroubles
Étroubles (pron. fr. AFI: [etʁubl] ; Étroble in patois valdostano) è un comune italiano di 475 abitanti, nella Valle del Gran San Bernardo, vallata laterale della Valle d'Aosta, membro del circuito dei borghi più belli d'Italia.

## Geografia fisica

### Territorio
Étroubles si trova a metà della strada che da Aosta conduce al Colle del Gran San Bernardo; è a 16 km dal capoluogo regionale e dal confine svizzero. La strada per il traforo del Gran San Bernardo dista 5 km dal paese.
- Classificazione sismica: zona 4 (sismicità molto bassa)[6]

### Clima
A Étroubles vi è clima freddo e temperato, con una media di 6,2 °C e una piovosità media annuale di 1119 mm. Marzo è il mese più secco, luglio è il mese più caldo, con temperature medie sui 15,5 °C. La temperatura più bassa è in gennaio, in media −2,7 °C.
In inverno le temperature sono particolarmente rigide. La valle del Gran San Bernardo è conosciuta localmente come Combe Froide (in francese) o Coumba fréda (in patois), cioè "valle fredda".

## Origini del nome
Il toponimo Étroubles deriva dal dialetto valdostano Étrobbla, che indica la stoppia, la paglia alla radice di cereali quali il frumento, l'avena o l'orzo.
Il toponimo latino è Stipulis.
Durante l'epoca fascista, il toponimo è stato italianizzato in Etroble, dal 1939 al 1946.

## Storia
In epoca romana aveva il nome di Restapolis; era il centro principale della valle; probabilmente vi era l'accampamento invernale della guarnigione del valico, lungo l'antica via delle Gallie.
Nei secoli è stato il capoluogo della Valle del Gran San Bernardo.
In epoca medievale Étroubles si trovò a essere uno dei paesi lungo la Via Francigena.
Dal paese passò Napoleone Bonaparte, nella sua discesa in Italia; sostò a Étroubles il 20 maggio 1800, diretto a Marengo (dove si sarebbe svolta l'omonima battaglia); lo accompagnava e, in parte, lo aveva preceduto un esercito composto da 35 000 fanti e artiglieri, più 5 000 cavalieri; sostò anche all'ospizio del Colle del Gran San Bernardo, prima di affrontare la discesa verso Étroubles, dove dormì nella casa dell'abate Léonard Veysendaz.
Il suo arrivo fu preceduto da una battaglia, sulle pendici della Tête de Crêtes, il 15 maggio 1800, dove i Croati del generale Victor Rohan avevano posto un cannone di guardia, come attestato dal ritrovamento, nel giugno 1914, di scheletri con il cranio perforato; il luogo del ritrovamento è nei pressi della cappella del nuovo cimitero.

### Simboli
Lo stemma comunale riprende il blasone attribuito alla famiglia dei nobili de La Tour d'Etroubles (De Turre de Stipulis).
Il gonfalone è un drappo di giallo.

## Monumenti e luoghi d'interesse

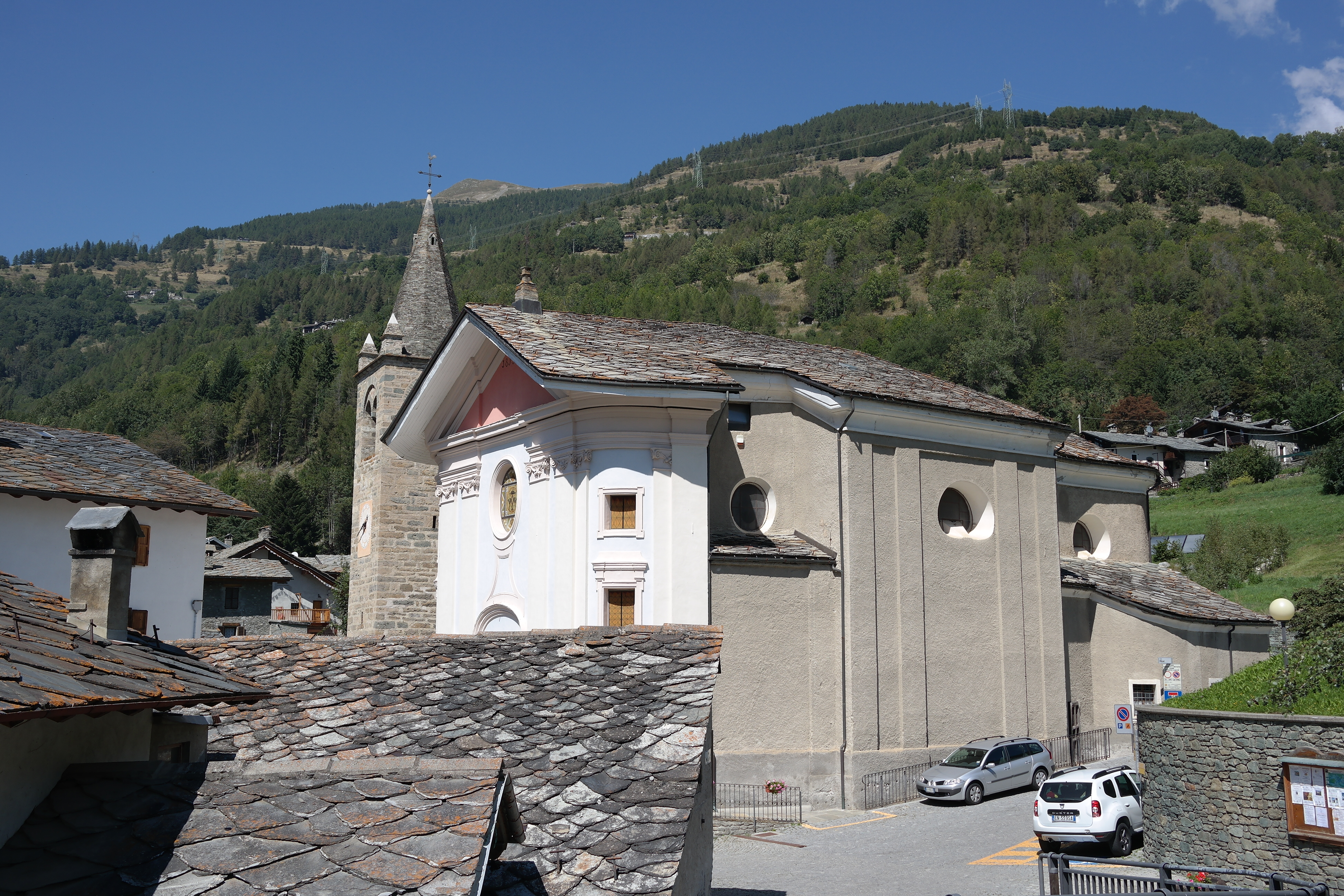
La Chiesa parrocchiale

### Architetture religiose
La chiesa parrocchiale di Santa Maria Assunta, del 1815, si trova sul promontorio de La Tour su cui, un tempo, sorgeva l'antica torre di Étroubles, andata distrutta: le pietre della torre, appartenuta alla famiglia "de La Tour", estintasi a metà del '400, vennero usate per edificare la chiesa stessa.
Nel capoluogo resta il campanile romanico, edificato nel 1400, di una chiesa oggi scomparsa.

### Architetture militari
Nella frazione di Vachéry fin dal Medioevo sorge un'importante torre, detta Tour de la Vachère: fu costruita nel XII secolo, su fondamenta romane.
- Torre di Étroubles (vedi chiesa parrocchiale)

### Architetture civili
Dal borgo, salendo per Vachéry si incontra la prima latteria turnaria della Valle d'Aosta, risalente al 1853.
A Éternod si conserva l'ultimo degli antichi forni usati per la tradizionale cottura del pane nero; in occasioni speciali viene utilizzato ancora dagli abitati del borgo.
Nel 1317 venne costruito a Étroubles un ospizio, nell'Ottocento ancora funzionante.

## Società

### Evoluzione demografica
Abitanti censiti

### Etnie e minoranze straniere
Secondo i dati ISTAT al 31 dicembre 2009 la popolazione straniera residente era di 49 persone (25 maschi e 24 femmine).
Le nazionalità maggiormente rappresentate in base alla loro percentuale sul totale della popolazione residente erano:
- Marocco 19 (3,82%)
- Albania 13 (2,61%)
- Repubblica di Macedonia 5 (1,00%)

### Lingue e dialetti
Come nel resto della regione, anche in questo comune è diffuso il patois valdostano.

### Istituzioni, enti e associazioni
A Étroubles sono attive l'Associazione ArtÉtroubles, la ProLoco, il corpo dei Vigili del Fuoco Volontari, lo Sci Club Gran San Bernardo e l'Oratorio Gran San Bernardo.
Inoltre vi si trova la sede della Compagnie des guides du Valpelline, la società di guide alpine per il bacino valdostano del Grand Combin.

## Cultura

### Biblioteche

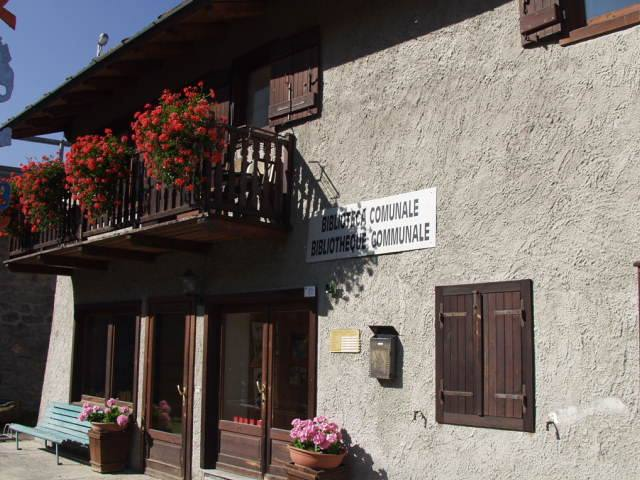
La Biblioteca comunale

In Rue Mont Vélan 1 è presente la biblioteca comunale.

### Musei
A Étroubles si trovano:

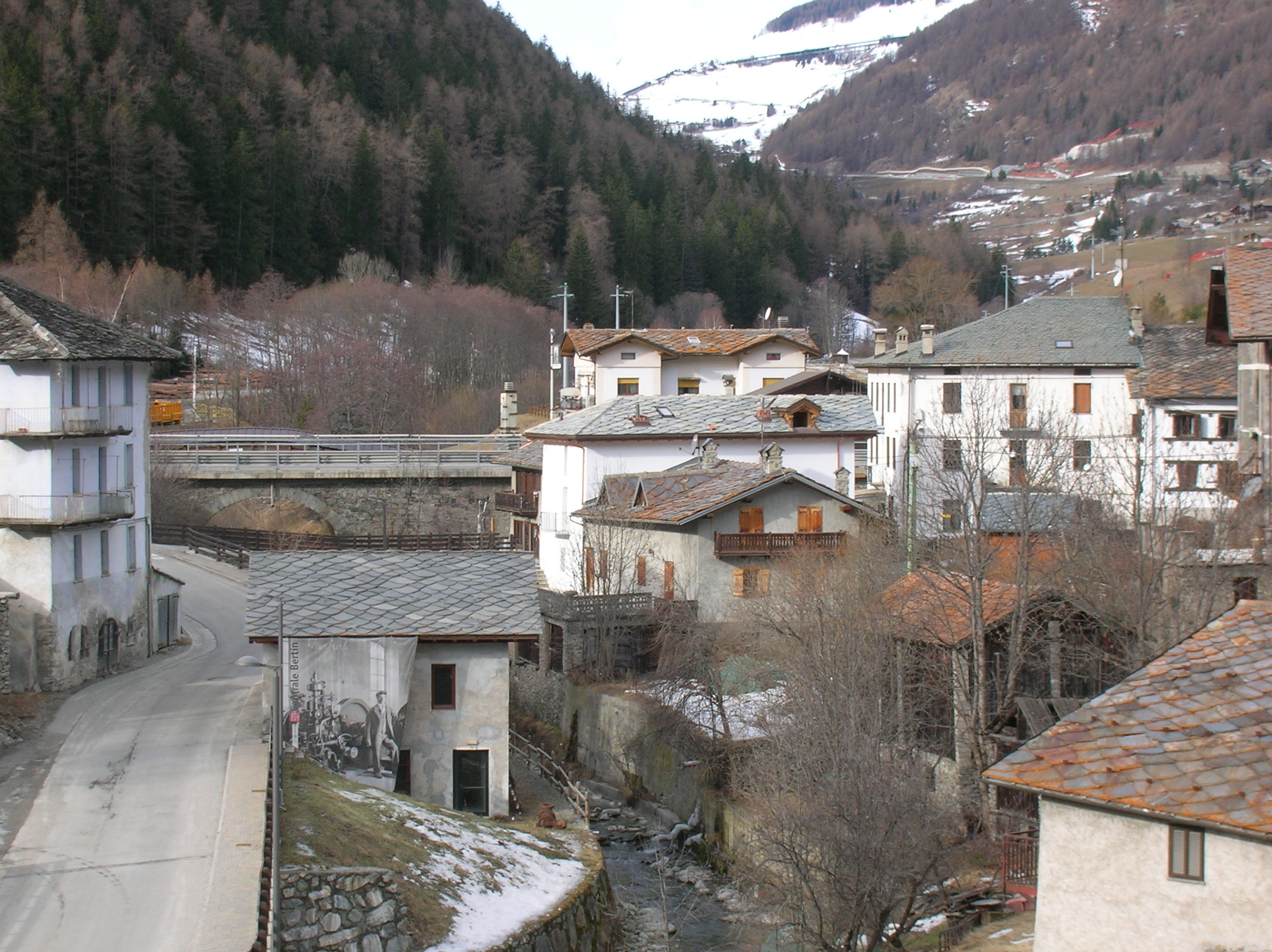
Il basso a sinistra la centrale Bertin

- il Museo a cielo aperto "À Étroubles, avant toi sont passés..."
- il Museo del Tesoro della parrocchia
- il Museo etnografico, dedicato a fontina, burro, séras, è ospitato nella prima latteria turnaria valdostana, risalente al 1853[14]
- il Museo dell'Energia è ospitato nella centrale Bertin, prima centralina idroelettrica della Valle del Gran San Bernardo, costruita, nel 1904, da Césarine Bertin[14]

#### Museo a cielo aperto
Dal 20 maggio 2005 il Borgo di Étroubles ospita un museo a "cielo aperto", con opere di artisti di fama internazionale, grazie a un progetto finanziato dalla Comunità europea e fortemente voluto dall'Amministrazione comunale, per rilanciare l'economia del borgo, dopo lo smantellamento dello skilift. Direttore e curatore è Alessandro Parrella, in collaborazione con la Fondation Pierre Gianadda di Martigny (Svizzera).
Il percorso storico artistico si ispira al tema del viaggio, che ha visto il borgo situato sulla via Francigena, protagonista del transito di migliaia di pellegrini e di migranti.
Le opere sono state realizzate da:

Franco Balan, Carlo Brenna, Yves Dana, Hans Erni, Albert Féraud, Alberto Gambale, Andrea Granchi, Guido Magnone, Chicco Margaroli, Assaf Mekhtiev, Evelyne Otis Bacchi, Giulio Schiavon, Salvatore Sebaste, Norbert Verzotti, Siro Viérin, Sergio Zanni.
Il museo a cielo aperto è stato ampliato, il 23 settembre 2006, grazie al contributo del pittore e scultore, dell'Isola d'Elba, Italo Bolano, che ha realizzato un monumento con l'impronta del pellegrino e una grande ceramica, intitolata Via Francigena.
Un ulteriore ampliamento (con un bronzo dell'artista elvetico Michel Favre, Amitié alpine, e una nuova opera murale, dell'artista valdostana Chicco Margaroli, La Via Francigena) è stato inaugurato il 6 agosto 2010.

### Eventi
- Veillà estiva "La Veillà d'Étroble".

#### Carnevale dellaCoumba Freida

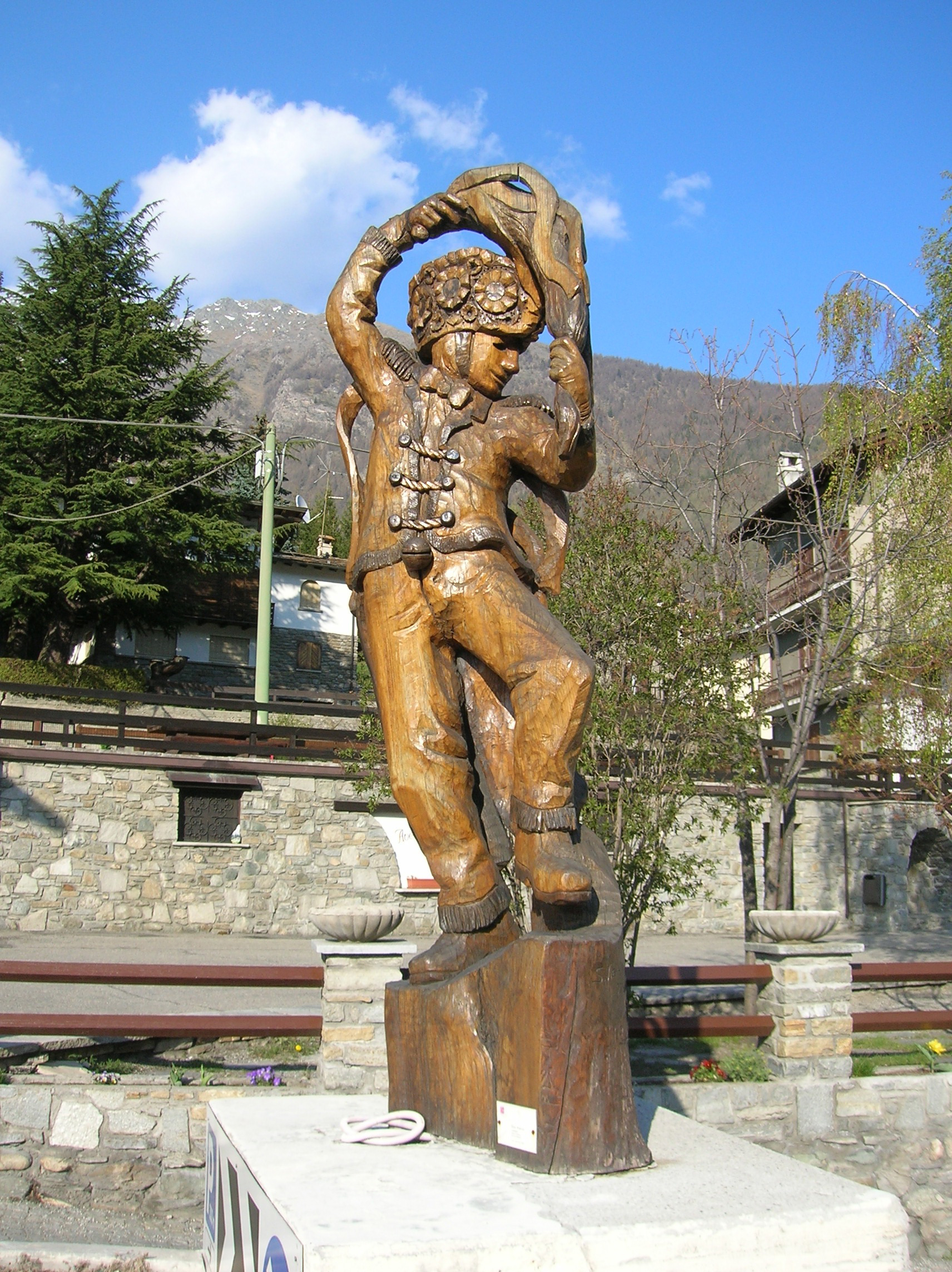
La scultura dedicata alle Landzette

A carnevale è di grande interesse la sfilata delle Landzette, le maschere tradizionali della Coumba Freida. Tali maschere sono ispirate alla divisa delle truppe napoleoniche, che seminarono il terrore, al loro passaggio, nel maggio 1800. Per esorcizzare questo evento, la popolazione della Coumba Freida (zona della Valpelline e della Valle del Gran San Bernardo) ha elaborato una coloratissima parodia delle divise militari dell'epoca; il giorno del carnevale percorrono tutti i comuni delle 2 vallate, in maniera estremamente chiassosa e festosa.

## Economia
Étroubles nel 2012 ha vinto il primo premio come "Comune fiorito" nella categoria Comuni fino a 3 000 abitanti e si è candidato a rappresentare l'Italia al Concorso Europeo "Entente Florale" del 2013.
Il comune ha ricevuto la certificazione di qualità turistico-ambientale Bandiera Arancione del Touring Club Italiano.
Fa parte del circuito dei Borghi più belli d'Italia.
L'economia si basa soprattutto sul turismo, invernale ed estivo.
Nel 2013 è stato anche riconosciuto con il marchio "Gioielli d'Italia", progetto del Ministero per gli Affari Regionali, Turismo e Sport.
Per quanto riguarda l'artigianato, importante è la lavorazione del legno, finalizzata alla realizzazione di vari oggetti.

## Amministrazione

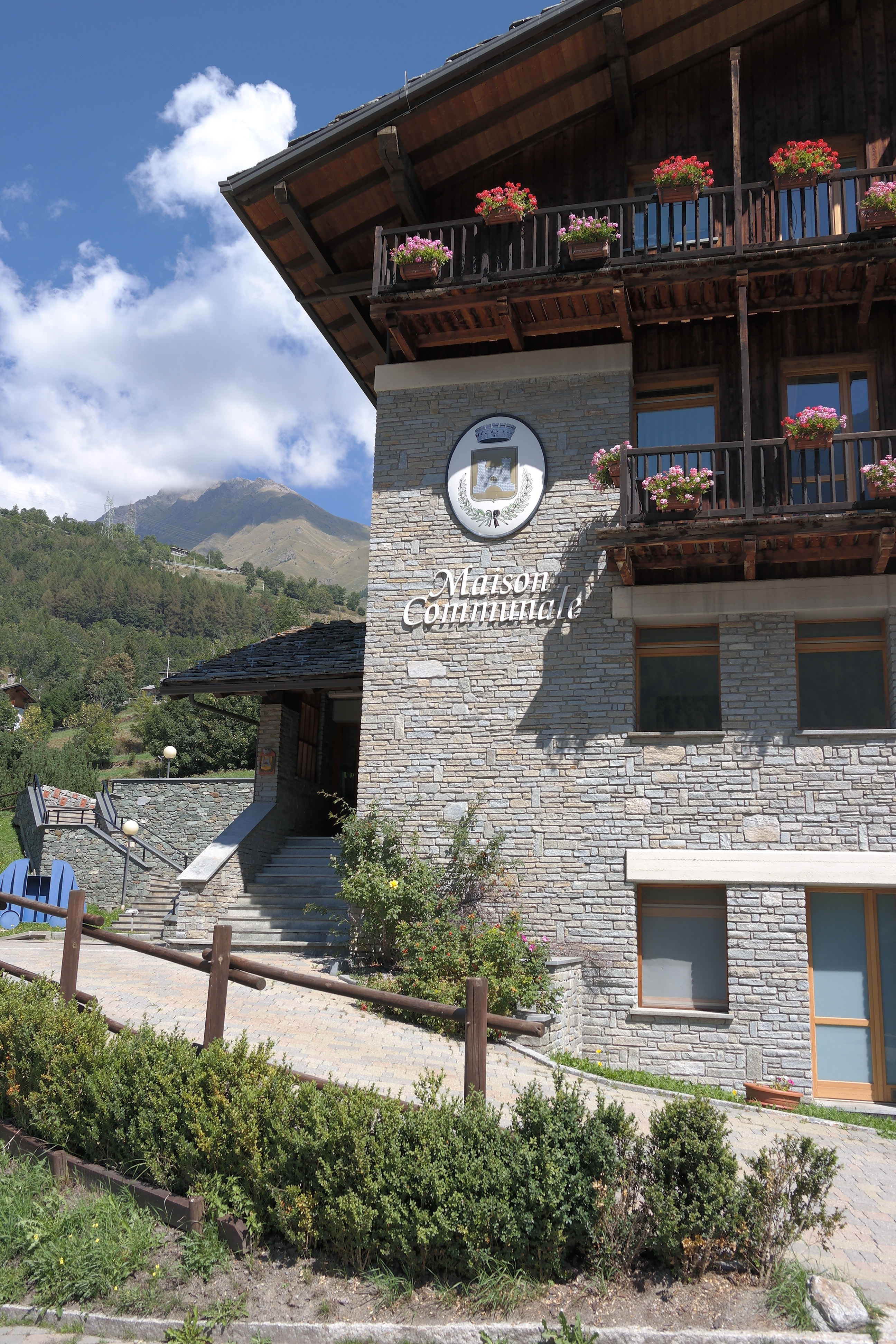
Il municipio (in francese, Maison communale.

Il Comune di Étroubles fa parte dell'Unité des Communes valdôtaines Grand-Combin.
Di seguito è presentata una tabella relativa alle amministrazioni che si sono succedute in questo comune.
| Periodo          | Periodo        | Primo cittadino | Partito          | Carica  | Note   |
| ---------------- | -------------- | --------------- | ---------------- | ------- | ------ |
| 25 febbraio 1987 | 1º giugno 1990 | Edi Pasquettaz  | Union Valdôtaine | Sindaco | [ 21 ] |
| 1º giugno 1990   | 29 maggio 1995 | Edi Pasquettaz  | Union Valdôtaine | Sindaco | [ 21 ] |
| 29 maggio 1995   | 8 maggio 2000  | Edi Pasquettaz  | Union Valdôtaine | Sindaco | [ 21 ] |
| 8 maggio 2000    | 9 maggio 2005  | Massimo Tamone  | lista civica     | Sindaco | [ 21 ] |
| 9 maggio 2005    | 24 maggio 2010 | Massimo Tamone  | lista civica     | Sindaco | [ 21 ] |
| 24 maggio 2010   | 10 maggio 2015 | Massimo Tamone  | lista civica     | Sindaco | [ 21 ] |
| 27 maggio 2015   | in carica      | Marco Calchera  | lista civica     | Sindaco | [ 21 ] |

## Sport
In questo comune si gioca a fiolet, caratteristico sport tradizionale valdostano.